# Моран (Верхняя Гаронна)
Мора́н (фр. и окс. Mauran) — коммуна во Франции, находится в регионе Юг — Пиренеи. Департамент — Верхняя Гаронна. Входит в состав кантона Казер. Округ коммуны — Мюре.
Код INSEE коммуны — 31327.

## География

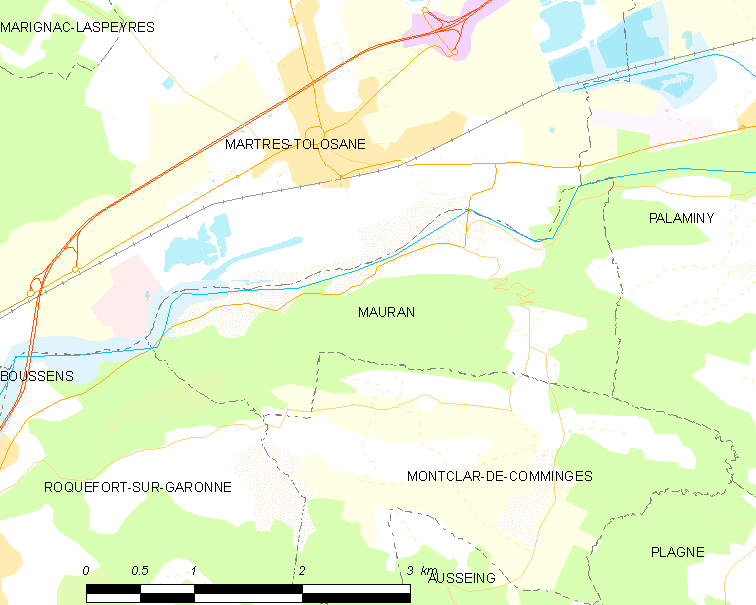
Карта коммуны

Коммуна расположена приблизительно в 640 км к югу от Парижа, в 60 км к юго-западу от Тулузы.
На севере коммуны протекает река Гаронна.

## Климат
Климат умеренно-океанический. Зима мягкая и снежная, весна характеризуется сильными дождями и грозами, лето сухое и жаркое, осень солнечная. Преобладают сильные юго-восточные и северо-западные ветры.

## Население
Население коммуны на 2010 год составляло 178 человек.
| 1962 | 1968 | 1975 | 1982 | 1990 | 1999 | 2010 |
| ---- | ---- | ---- | ---- | ---- | ---- | ---- |
| 136  | 124  | 104  | 117  | 130  | 119  | 178  |

## Администрация
| Период | Период | Фамилия        | Партия | Примечания |
| ------ | ------ | -------------- | ------ | ---------- |
| 1967   | 2014   | Жан Динна      |        |            |
| 2014   | 2020   | Даниэль Корреж |        |            |

## Экономика
В 2010 году среди 114 человек трудоспособного возраста (15—64 лет) 89 были экономически активными, 25 — неактивными (показатель активности — 78,1 %, в 1999 году было 69,2 %). Из 89 активных жителей работали 76 человек (41 мужчина и 35 женщин), безработных было 13 (8 мужчин и 5 женщин). Среди 25 неактивных 7 человек были учениками или студентами, 11 — пенсионерами, 7 были неактивными по другим причинам.

## Достопримечательности
- Замок Моран
- Церковь Св. Мартина